# 209.ª Divisão de Infantaria (Alemanha)
A 209ª Divisão de Infantaria (em alemão:209. Infanterie-Division) foi uma unidade militar que serviu no Exército alemão durante a Segunda Guerra Mundial.

## Comandantes
| Comandante                   | Data                                         |
| ---------------------------- | -------------------------------------------- |
| Generalleutnant Hans Stengel | 1 de setembro de 1939 - 7 de janeiro de 1940 |
| Generalleutnant Wolf Schede  | 7 de janeiro de 1940 - 1 de agosto de 1940   |

## Área de operações
| Alemanha & Polônia | setembro de 1939 - agosto de 1940 |